# Salix nankingensis
Salix nankingensis är en videväxtart som beskrevs av C. Wang och S.L. Tung. Salix nankingensis ingår i släktet viden, och familjen videväxter. Inga underarter finns listade i Catalogue of Life.